# Doughty Hanson
Doughty Hanson & Co, fondé en 1985, est l'un des plus grands fonds d'investissement privés d'Europe. Il est spécialisé en capital-risque, en capital-développement et dans l'immobilier.
Basée à Londres, la société a des bureaux en Europe et aux États-Unis.
Doughty Hanson finance de jeunes sociétés technologiques européennes dans les secteurs du logiciel, des technologies de la communication et des composants. 
Depuis sa création en 1985, cette société a réalisé une soixantaine d'investissements pour un montant total de 17,5 milliards d'euros. En 2003, Doughty Hanson s'approprie, auprès d'Alcatel, les compétences techniques et industrielles de Saft.